# كريستيان كارل أندريه
كريستيان كارل أندريه (بالألمانية: Christian Carl Andre)‏ هو فلاح ألماني، ولد في 20 مارس 1763 في هيلدبورغهاوزن في ألمانيا، وتوفي في 19 يوليو 1831 في شتوتغارت في ألمانيا.